# Marilyn et John
Marilyn et John är den franska sångerskan Vanessa Paradis tredje singel, utgiven i juni 1988. Låten, som finns med på hennes debutalbum M & J, nådde femte plats på franska singellistan.
Låten handlar om Marilyn Monroe och John F. Kennedy.

## Låtlista
Vinylsingel
- Sida A: "Marilyn & John" – 4:20
- Sida B: "Soldat" – 5:35

Maxisingel
- Sida A: "Marilyn & John" (version longue) – 5:54
- Sida B1: "Soldat" – 5:35
- Sida B2: "Marilyn & John" – 4:20